# Marion Lorblanchet
Marion Lorblanchet (Clermont-Ferrand, 10 de mayo de 1983) es una deportista francesa que compitió en triatlón.
Ganó una medalla en el Campeonato Europeo de Triatlón Campo a Través de 2011. Además, obtuvo dos medallas en el Campeonato Mundial de Xterra Triatlón en los años 2010 y 2011, y una medalla en el Campeonato Europeo de Xterra Triatlón de 2011.

## Palmarés internacional
| Campeonato Europeo | Campeonato Europeo | Campeonato Europeo | Campeonato Europeo |
| Año                | Lugar              | Medalla            | Prueba             |
| ------------------ | ------------------ | ------------------ | ------------------ |
| 2011               | Visegrád (Hungría) | Medalla de plata   | Individual         |

| Campeonato Mundial | Campeonato Mundial    | Campeonato Mundial | Campeonato Mundial |
| Año                | Lugar                 | Medalla            | Prueba             |
| ------------------ | --------------------- | ------------------ | ------------------ |
| 2010               | Maui (Estados Unidos) | Medalla de bronce  | Individual         |
| 2011               | Maui (Estados Unidos) | Medalla de plata   | Individual         |
| Campeonato Europeo |                       |                    |                    |
| Año                | Lugar                 | Medalla            | Prueba             |
| 2011               | Olbersdorf (Alemania) | Medalla de oro     | Individual         |